# Џозеф Артур Анкра
Џозеф Артур Анкра (енгл. Joseph Arthur Ankrah; Акра, 18. август 1915 — Акра, 25. новембар 1992), гански војни официр и други председник Гане.

## Биографија
Рођен је у Акри, као син трговкиње и надгледника једног хришћанског друштва. Потицао је из племена Га. Већ са шест година започео је изобразбу у методистичкој школи, а касније се школовао на разним институцијама.
Када је избио Други светски рат, постао је познат као добар војник и рођени вођа, а за своја дела је примио многа признања. Једини је у Леополдвилу добио Војни крст, високо војно одликовање. У војсци се брзо успињао по чиновима, па је од мајора, постао генерал-мајор. Током грађанског рата у Нигерији, посредовао је међу зараћеним странама. Из војске је отпуштен у 50. години са чином генерал-мајора, због оптужби за планирање пуча.
Пуч је напослетку и био извршен 24. фебруара 1966. године. Војска је свргнула председника Квамеа Нкрумаа, те је формирано веће које је преузело власт. Иако није био умешан у пуч, јер је након војне каријере постао банкар, ипак је био именован за Вођу државе и председника већа. На мјесту председника Организације афричког јединства заменио је Квамеа.
Одступио је с власти након три године, због корупционашке афере. Умро је природном смрћу у 77. години. Сахрањен је у Акри.